# Dudh Koshi
Dudh Koshi (दुधकोशी नदी, Riu Koshi lletós) és un riu al Nepal. És el riu més alt en termes d'altitud.

## Sistema del riu Kosi
El riu Kosi, o Sapt Koshi, drena el Nepal oriental. Se'l coneix com a Sapta Koshi pelsset rius que el form. El Dudh Kosi és un d'aquests set rius. El Dudh Kosi neix prop del cim de l'Everest (8848 metres) i la glacera contribueix al seu cabal.

## Curs
Aquest riu drena el Mont Everest el pic més alt del món. S'inicia just a l'est dels Llacs Gokyo i flueix cap al sud fins Namche Bazaar. Continuant pel sud, el Dudh Koshi surt de Sagarmatha National Park i passa a l'oest de Lukla. El riu Lamding Khola s'uneix al Dudh Koshi i continua el seu curs fins Harkapur, on s'ajunta al Sun Kosi.

## Rem
El descens és de més de 5% i hi ha ràpids molt difícils que arriben a la dificultat WW VI. També hi ha grans pedres en moviment.